# IC 469
IC 469 — галактика типу SBab () у сузір'ї Цефей.
Цей об'єкт міститься в оригінальній редакції індексного каталогу.